# Абрадж аль-Бейт
«Абра́дж аль-Бейт» (араб. أبراج البيت‎ — «Башни Дома») — комплекс высотных зданий, построенный в Мекке, Саудовская Аравия. Это самое большое сооружение в мире по массе, также это самое высокое сооружение в Саудовской Аравии и четвёртое в мире здание после Бурдж-Халифа, Merdeka 118 и Шанхайской башни, превосходя вместе с Бурдж-Халифа в мусульманском мире башни Петронас (Куала-Лумпур, Малайзия), которые удерживали титул самого высокого сооружения в мире между 1998 и 2003 годами; самая высокая гостиница в мире; занимает 4-ю строчку в списке крупнейших зданий и сооружений мира (по площади помещений).

## Характеристика
Башни «Абрадж аль-Бейт» являются самыми заметными зданиями в Мекке благодаря своему местоположению. Они находятся напротив (через улицу) от входа в мечеть аль-Харам, во дворе которой находится Кааба, главная святыня ислама. Самая высокая башня в комплексе, которая служит отелем, призвана помочь в обеспечении жильём около 100 тыс. из более чем пяти миллионов паломников, которые ежегодно посещают Мекку для участия в хадже.
Башни «Абрадж аль-Бейт» имеют четырёхэтажный торговый пассаж и гараж для парковки машин, рассчитанный на более чем 800 автомобилей. В жилых башнях расположены квартиры для постоянных жителей города, а две вертолётные площадки и конференц-центр обслуживают бизнес-туристов.
Самый высокий из небоскрёбов (601 м) — отель «Королевская часовая башня», строительство которого завершилось в 2012 году. Внешне здание отдалённо напоминает Биг-Бен в Лондоне, при этом выше последнего в 6 раз. На Королевской башне установлены часы диаметром 43 метра (длина часовой стрелки составляет 17 метров, минутной — 22), расположенные на высоте более 400 метров над землёй. Четыре их циферблата установлены по четырём сторонам света. Часы видны из любого места города, и являются самыми большими и самыми высотными часами в мире.
Остальные башни носят названия различных персон, мест и терминов из исламской истории.

## Башни

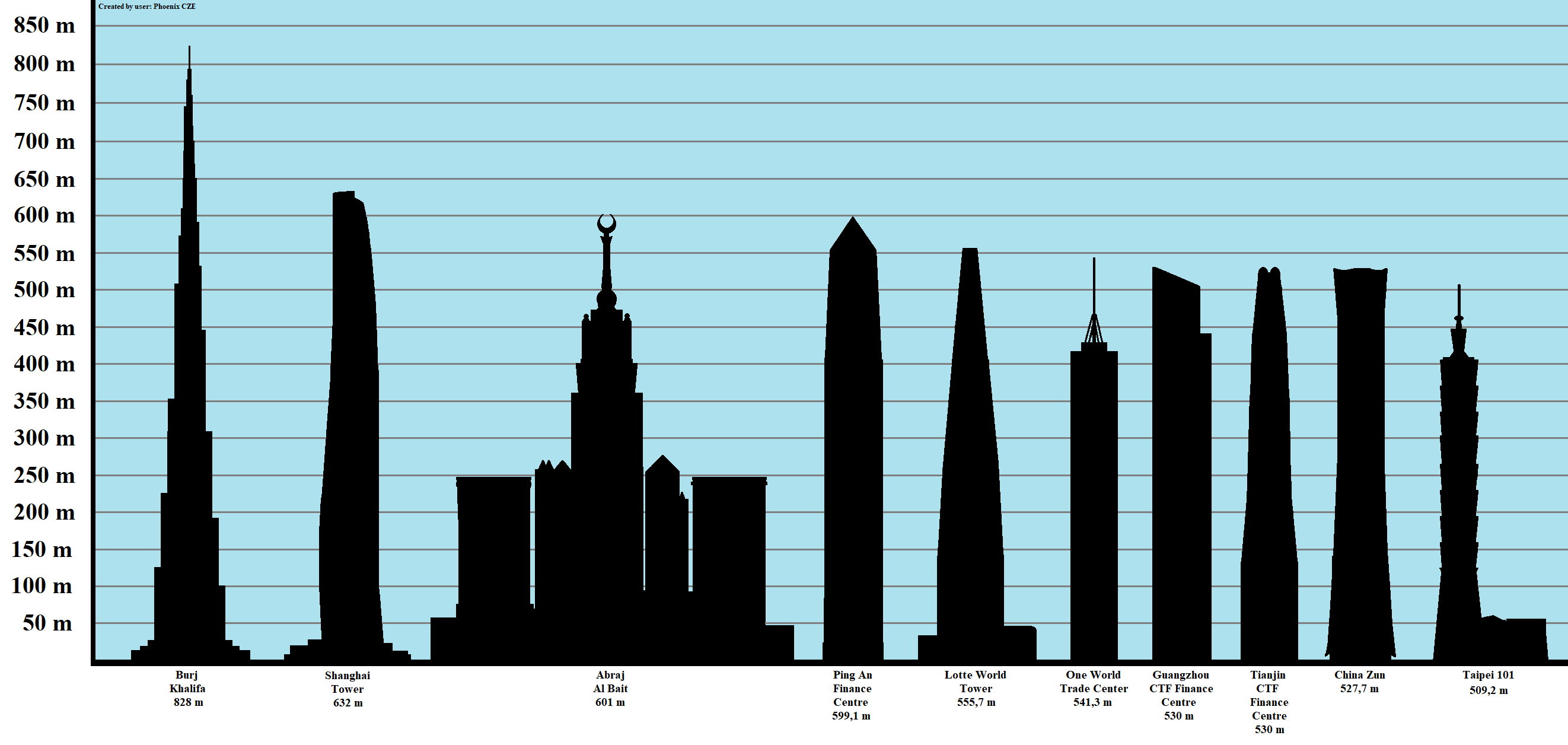
Силуэты десяти самых высоких зданий мира в сравнении

| Название башни                                        | Высота (м) | Этажи | Завершение |
| Королевская часовая башня Мекки (برج ساعة مكة الملكي‎) | 601        | 120   | 2012       |
| Хаджар (برج هاجر‎)                                     | 260        | 48    | 2009       |
| Замзам (برج زمزم‎)                                     | 260        | 48    | 2007       |
| Макам (برج المقام‎)                                    | 250        | 45    | 2012       |
| Кибла (برج القبلة‎)                                    | 250        | 45    | 2011       |
| Сафа (برج الصفا‎)                                      | 240        | 42    | 2009       |
| Марва (برج المروة‎)                                    | 240        | 42    | 2009       |

## Полумесяц
83-метровый шпиль Королевской башни соединяет часы с позолоченным полумесяцем. На шпиле в 8 рядов установлено 160 мощных громкоговорителей, способных транслировать призыв к молитве на расстояние более 7 километров. Этот звук могут слышать все жители Мекки. Инновационная система подсветки включает в себя 44 сигнальных прожектора, 21 000 проблесковых ламп и 2 200 000 светодиодов.
Полумесяц — самый большой из когда-либо построенных (диаметр — 23 м, вес — 107 т). Его конструкция не содержит никаких стальных колонн или балок, образующих каркас. Снаружи полумесяц и его основание покрыты золотой мозаикой на площади 1050 м², внутри же он разделён на несколько служебных помещений, среди которых небольшая комната для молений — самая высокая в мире.